# St. Kilian (Equarhofen)

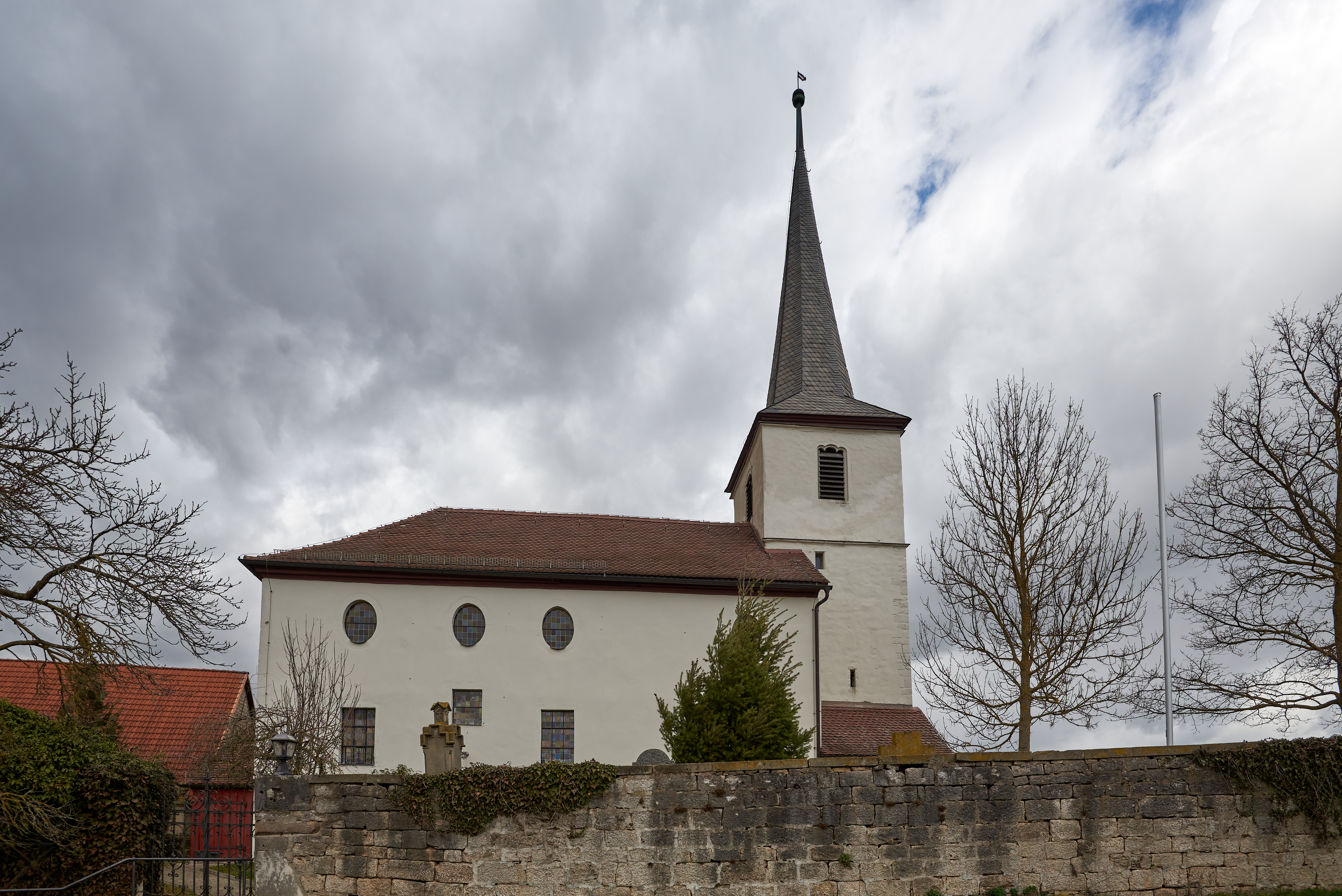
St. Kilian (Equarhofen)

Die evangelische Pfarrkirche St. Kilian ist ein denkmalgeschütztes Kirchengebäude, das in Equarhofen steht, einem Gemeindeteil der Gemeinde Simmershofen im Landkreis Neustadt an der Aisch-Bad Windsheim (Mittelfranken, Bayern). Das Bauwerk ist unter der Denkmalnummer D-5-75-163-8 als Baudenkmal in der Bayerischen Denkmalliste eingetragen. Die Kirchengemeinde gehört zur Pfarrei Simmershofen im Dekanat Uffenheim im  Kirchenkreis Ansbach-Würzburg der Evangelisch-Lutherischen Kirche in Bayern.

## Beschreibung
Die Saalkirche wurde 1507 anstelle der Burgkapelle des Burgstalls Eckwartsburg gebaut. Im Chor des mit einem achtseitigen, spitzen, schiefergedeckten Helm bedeckten Chorturms, d. h. in seinem Erdgeschoss, ist das Tonnengewölbe des romanischen Vorgängerbaus erhalten. Die abgerissene Apsis ist im Umriss an der Ostwand kenntlich. Das Langhaus wurde 1572 erhöht, nach Westen verlängert und Emporen eingebaut. 1579 wurde der Turm um ein Geschoss zur Einrichtung des Glockenstuhls aufgestockt. An seine Nordwand wurde die Sakristei angebaut.